# Districtul Taibet
Taibet este un district din provincia Ouargla, Algeria.